# Кушкуль (Аургазинський район)
Кушку́ль (рос. Кушкуль, башк. Ҡушкүл) — присілок у складі Аургазинського району Башкортостану, Росія. Входить до складу Михайловської сільської ради.
Населення — 58 осіб (2010; 65 в 2002).
Національний склад:
- башкири — 46%
- татари — 26%